# Lion d'Afrique
Panthera leo leo
Pour les articles homonymes, voir Panthera leo leo.
Sous-espèce
Répartition géographique
Statut de conservation UICN

 VU  : Vulnérable
Statut CITES
Le lion d'Afrique (Panthera leo leo) est une sous-espèce de lions. Traditionnellement divisés en une dizaine de sous-espèces différentes, les lions africains forment à présent une unique sous-espèce. Des analyses génétiques ont en effet réduit le nombre de sous-espèces de lions à deux : le lion d'Asie et le lion d'Afrique. Panthera leo leo désignait auparavant le Lion de l'Atlas, ancienne sous-espèce de lions vivant en Afrique du Nord, désormais invalide. Il fait partie, avec le léopard d'Afrique, l'éléphant d'Afrique, le rhinocéros noir et le buffle d'Afrique, du groupe dit Big five des cinq mammifères autrefois les plus prisés par les chasseurs.

## Description
On distingue le lion d'Afrique du lion d'Asie (Panthera leo persica) à sa crinière plus abondante et à l'absence quasi systématique d'une poche de peau (un gousset) s'étendant sous le ventre jusqu'aux pattes arrière, très fréquente chez le Lion d'Asie,. Le Lion d'Afrique a généralement un pelage moins épais et une touffe de poils moins longue au bout de la queue que le Lion d'Asie.

## Anciennes sous-espèces
Le lion d'Afrique englobe à présent les anciennes sous-espèces suivantes :
- Le lion de l'Atlas (Panthera leo leo),
- Le lion du nord-est du Congo ou lion du Cameroun (Panthera leo azandica)
- Le lion du Katanga (Panthera leo bleyenberghi),
- Le lion du Congo (Panthera leo hollisteri),
- Panthera leo kamptzi : sous-espèce méconnue découverte par Matschie en 1900[4],
- Le lion du Transvaal (Panthera leo krugeri) d'Afrique du Sud,
- Le lion des Massaïs (Panthera leo massaicus) est réparti entre l'Éthiopie, le Kenya, la Tanzanie et jusqu'au Mozambique
- Le lion du Cap (Panthera leo melanochaita) : éteint depuis 1865, en 2000, des spécimens de Sibérie se sont avérés être des lions du Cap[5],
- Panthera leo nyanzae, sous-espèce méconnue découverte par Heller en 1913[6],
- Le lion du Sénégal (Panthera leo senegalensis).

## Habitat et distribution

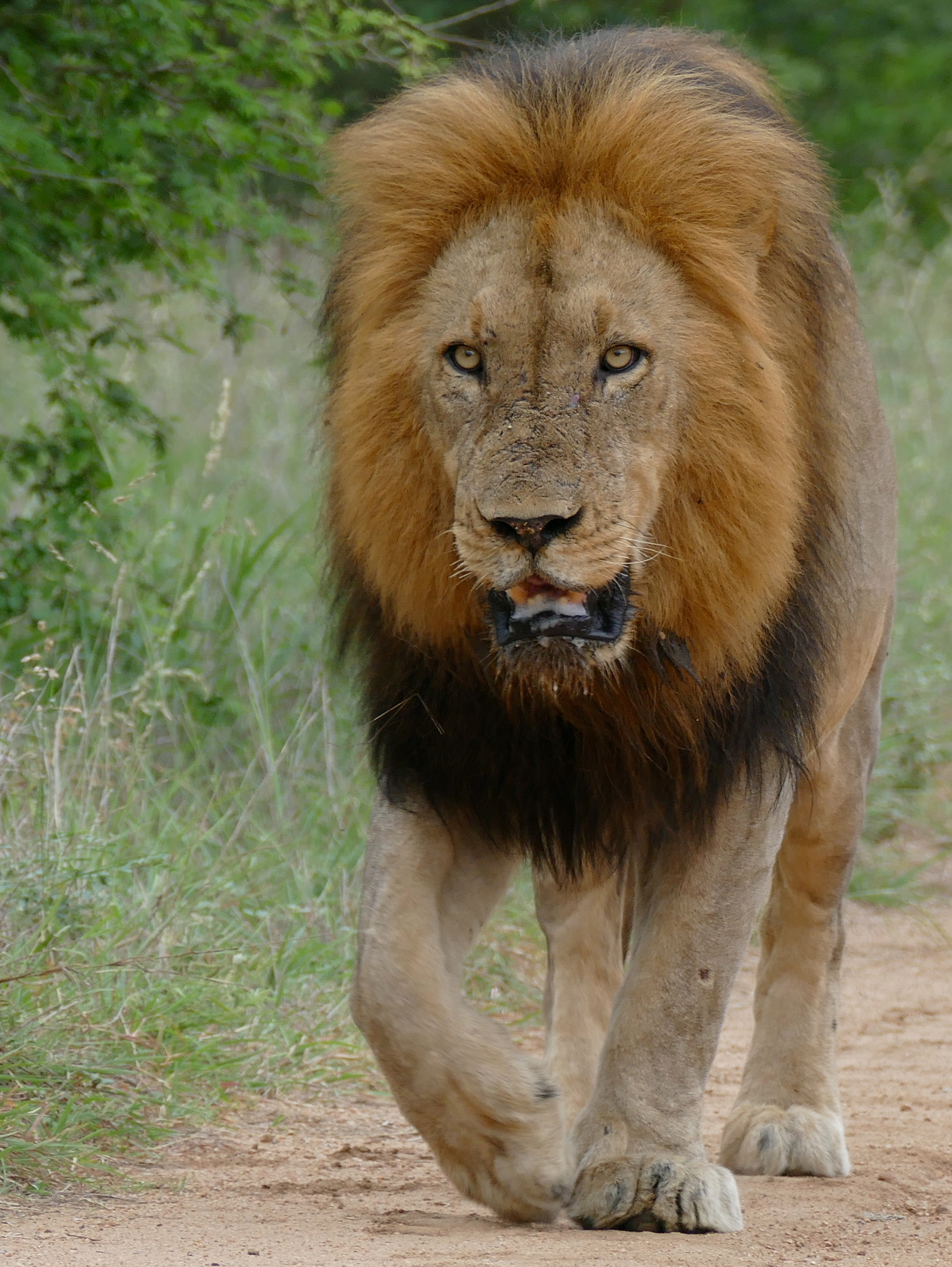
Lion d'Afrique (Parc national Kruger, Afrique du sud)

La répartition du lion aux époques historiques, plus restreinte, a cependant été importante. Elle couvrait de grandes parties de l'Afrique, mais aussi l'Europe du Sud ainsi que le Proche-Orient et l'Inde. Jusqu'à l'Antiquité, des lions vivaient encore dans les Balkans, le sud de l'Europe ainsi qu'en Anatolie ou au Moyen-Orient, et de nombreux auteurs qui leur étaient contemporains en font rapport (Hérodote, Aristote ou la Bible, entre autres). On suppose qu'en Europe, le lion a disparu du fait de l'homme au Ier siècle apr. J.-C..
La diffusion du Lion d'Afrique est largement limitée à l'Afrique subsaharienne. En Afrique du Sud, 3 500 lions vivent en liberté ; néanmoins, l'extrême sud de l'Afrique ne compte plus de lions depuis les années 1860, époque de l'extinction de l'ancienne sous-espèce du lion du Cap (Panthera leo melanochaita). En Afrique du Nord, l'ancienne sous-espèce du lion de l'Atlas (Panthera leo leo) s'est éteinte dans les années 1920.
Les lions ont une grande capacité d'adaptation et de nombreux habitats différents. L'habitat naturel préféré du lion est la savane, mais il figure aussi dans les forêts sèches et les semi-déserts. On ne le trouve toutefois jamais dans les forêts denses et humides ou les déserts arides. Par conséquent, l'espèce manque naturellement dans les forêts tropicales humides centrafricaines et les déserts les plus secs de l'Afrique du Nord et du Proche-Orient.
En Afrique du Sud, plus de 5 000 lions sont élevés dans des fermes et destinés à être chassés, un chiffre cependant difficile à estimer, ces fermes étant réticentes à communiquer sur leur activité. Après la publication d'un rapport de presque 600 pages sur l'élevage, la chasse et le commerce des lions, des éléphants, des léopards et des rhinocéros, la ministre de l'environnement sud-africaine annonce l'interdiction prochaine de l'élevage et du commerce des lions, afin notamment de garantir aux visiteurs une expérience plus authentique de la vie sauvage,.
En 2018, une première mondiale, les tout premiers lionceaux, deux au total, conçus par insémination artificielle ont vu le jour à l'Institut de recherche sur les mammifères de Pretoria.

## Menaces
De nombreuses menaces pèsent sur le lion d'Afrique : chasse excessive, braconnage, etc. Au Kenya, dans le parc national du Masaï Mara, les lions sont conjointement menacés par le braconnage visant à protéger les troupeaux, des vagues de sécheresse et l'action de l'insecticide Furadan qui aurait empoisonné et tué au moins 76 lions. Selon Marion Valeix, écologue au CNRS, la chasse aux trophées autorisée dans certains pays d'Afrique permet contradictoirement de récolter des fonds qui permettent de financer l'entretien des parcs naturels en zone protégée.
En 2012, une étude effectuée par des chercheurs de l'université Duke révèle que depuis 1960, la population des lions d'Afrique est passé de 100 000 à 35 000, soit un déclin de deux tiers de la population en 50 ans. Ce déclin s'explique par la disparition de 75 % de la savane pendant la même période (étude menée à partir de photos Google Earth). En 2015, une étude de l'université d'Oxford révèle que sur les 20 prochaines années, la population des lions d'Afrique devrait encore être décimée de moitié. En décembre 2015, la United States Fish and Wildlife Service déclare les lions d'Afrique espèce en danger pendant seulement 30 jours. En 2016, la population des lions d'Afrique est toujours estimée à 35 000 individus.